# السایق ایرلاینز
السایق ایرلاینز (به انگلیسی: Al Sayegh Airlines) یک شرکت هواپیمایی است که در تاریخ ۲۰۰۸ میلادی تأسیس شده است.
قطب این شرکت هواپیمایی در فرودگاه بین‌المللی شارجه قرار دارد.